# Robin Huisman de Jong
Robin Huisman de Jong (Sneek, 8 juni 1988) is een Nederlands voormalig voetballer die als centrale verdediger uitkwam.

## Clubcarrière
Huisman de Jong begon in de E- en F-pupillen bij de VV Sneek. Hij vertrok vervolgens op zeer jonge leeftijd naar sc Heerenveen. Daar doorliep hij de gehele jeugdopleiding. Op 6 december 2006 tekende hij een contract bij sc Heerenveen, dat hem voor anderhalf seizoen aan de eredivisionist bond. Dat contract werd op 1 juli 2008 met een seizoen verlengd. Twee zware knieblessures verstoorden vervolgens zijn ontwikkeling en in de tweede helft van het seizoen 2008/2009 kwam hij op huurbasis uit voor FC Emmen. Bij FC Emmen debuteerde Huisman de Jong in het betaalde voetbal en kwam hij uiteindelijk 15 wedstrijden in actie. 
In de seizoenen 2009/2010 en 2010/2011 speelde hij in Duitsland als amateur voor BV Cloppenburg uit de Oberliga Niedersachsen. Hierna kreeg hij ook geen profcontract meer in Nederland en kwam nog uit als amateur voor de Friese ploegen VV Sneek Wit Zwart, Harkemase Boys en VV Buitenpost.
Robin Huisman de Jong was tevens jeugdinternational. Hij speelde in totaal twaalf interlands voor het Nederlandse elftal onder 17, onder 18 en onder 19 jaar. Met Nederland onder 17 werd hij in 2005 tweede op het Europees kampioenschap.

## Erelijst

### MetVV Sneek Wit Zwart
| Nationaal            |    |         |
| Zondag Hoofdklasse C | 1× | 2011/12 |

### MetHarkemase Boys
| Nationaal              |    |            |
| Zaterdag Hoofdklasse C | 1x | 2015/16    |
| Districtsbeker         | 2× | 2013, 2015 |

### MetVV Buitenpost
| Nationaal     |    |         |
| Eerste klasse | 1x | 2017/18 |